# Sandalford
Sandalford ist eines der ältesten und größten Weingüter im Swan Valley an der Peripherie des Großraums Perth in Westaustralien. Unter den in Privatbesitz befindlichen Weingütern dieser Region nimmt es den ersten Rang ein. Das Head Office mit lokaler Produktionsanlage und Verkaufsstelle befindet sich im Ortsteil Caversham der Local Government Area City of Swan.

## Geschichte
Als Gründungsdatum des Weinguts wird nach eigenem Verständnis 1840 ausgewiesen, was historisch unscharf ist. Denn für dieses Datum ist nur belegt, dass Queen Victoria das Land dem Expeditionsexperten John Septimus Roe (1797–1878), dem ersten Landvermesser (Surveyor-General) Westaustraliens, für seine Verdienste bei der Einrichtung der Swan River Colony 1829 unter Kapitän James Stirling schenkte. Wann das Areal, auf dem Roe nicht selbst lebte, auf 40 ha mit Reben bestockt wurde und wann es erstmals einen kommerziell nutzbaren Weinertrag ergab, ist nicht belegt. Nach verschiedenen Quellen waren weite Teile des Terrains noch in der zweiten Hälfte des 19. Jahrhunderts sumpfiges Buschland, das zum Weinbau ungeeignet war. Fest steht, dass Roe das Land nach dem Priorat Sandalford in Berkshire, wo sein Vater Pfarrer war, benannte.
James Roe, der Sohn des Surveyor-Generals, ließ auf dem Gelände 1870 ein Gutshaus erbauen, das er an einen „Farmer“ vermietete; er ließ den Besitz verwalten, bis sein Sohn Frederick Roe (Enkel des Surveyor-Generals) um 1900 dort einzog.
Nach John Fredericks Tod wurde das Land aufgeteilt und wechselte das Gut mehrfach den Besitzer, u. a. auch an Gesellschaften in den USA. Mit den Fluktuationen in den Eigentumsverhältnissen war ein zeitweiliger Niedergang des Weinbaus verbunden.
Neue Impulse wurden 1972 gesetzt, als die seinerzeitigen Eigentümer von Sandalford ca. 200 ha Land ca. 250 km südlich des Swan Valley am Margaret River erwarben. Damit trugen sie wesentlich zur Entwicklung der küstennahen Ebenen beiderseits des Flusslaufs als Weinanbaugebiet bei, auf dem es damals nur 4 kleinere Güter gab. Der Weinbau in dieser gemäßigt-kühlen Klimazone überflügelte bald die Bedeutung der nur noch 22 ha großen historischen Sandalford-Kernregion am Swan River, wo die Sommer sehr heiß werden können und künstliche Bewässerung notwendig ist.
Seit 1991 ist das Weingut mit Peter and Debra Prendiville aus Perth wieder in Privatbesitz. Die neuen Eigentümer renovierten die Produktionsanlagen und den Weinkeller nach zeitgenössischen Ansprüchen, richteten ein Restaurant ein und entwickelten das zu Beginn des 21. Jahrhunderts maßgebliche Vertriebs- und Vermarktungskonzept. Unter ihrer Ägide avancierte Sandalford in Zusammenarbeit mit Paul Boulden, einem renommierten Winzer und Önologen aus Südaustralien, zu einem vorrangigen Ziel des internationalen Weintourismus in Westaustralien.
Die jährliche Produktionskapazität erreicht 1 Million Liter in französischen und amerikanischen Eichenfässern auf 600 m² Kellerfläche. Sandalford-Weine werden in ganz Australien und 40 Ländern anderer Kontinente (insbesondere Europa und Amerika) vertrieben.

## Sandalford-Weine heute
Sandalford-Weine werden in drei hausinternen Qualitäts- und Preisklassen vermarktet. Dabei unterhält Sandalford nur noch 22 ha Rebland in der Kernregion am Swan River, aber mehr als 10 mal soviel am Margaret River.
- Element-Range-Weine stammen größtenteils aus der Kernregion im Swan Valley; diese Herkunft ist jedoch nicht garantiert, wenn Western Australia auf dem Etikett vermerkt ist. Bei mit der Herkunft „Margaret River“ ausgewiesenen Weinen müssen nach dem australischen Weingesetz zumindest 80 % der verwendeten Trauben tatsächlich vom Margaret River stammen. Element-Range-Weine sind als „Weine für alle Tage“ beworben und stellen die untere Preisklasse dar; typische Rebsorten sind Chardonnay, Riesling und eine gebietstypische Mischung (Classic,  mit Chenin Blanc, Verdelho und Semillon) unter den Weißweinen; Shiraz, Cabernet-Sauvignon sowie eine Mischung aus beiden Rebsorten dominieren unter den Rotweinen.
- Als Protégé eingestuften Weinen wird hausintern eine höhere Qualitätsstufe attestiert; sie sind dem mittleren Preissegment zugeordnet. Die meisten dieser Weine stammen vom Margaret River.
- Die im Hochpreis-Segment angesiedelten Premium-Range-Weine stammen nach eigenen Angaben „ausschließlich vom Margaret River“, was aber nach dem australischen Weingesetz heißt: 20 % Beimengungen aus anderen Anbaugebieten sind grundsätzlich erlaubt. Sandalford garantiert bei diesen Weinen besondere Sorgfalt der Winzer in der Anbau- und Herstellungsmethode, beispielsweise die Reifung in französischen und amerikanischen Eichenholzfässern. Chardonnay und Cabernet-Sauvignon dominieren, aber auch Rebenmischungen (z. B. Sauvignon Blanc und Semillon) sind im Sortiment dieser Preisklasse.

Unter dem Namen Prendiville Reserve bringen die Eigentümer außerdem unter ihrem Namen einen Cabernet-Sauvignon von bestimmten Arealen am Margaret River heraus, der mindestens 2 Jahre im französischen Barrique-Fass gereift sein muss.
In den Jahren 2001 bis 2005 wurden 20 Sandalford-Weine aller Preisklassen – auch Element – bei gesamtaustralischen, westaustralischen und tasmanischen Weinwettbewerben (so genannten Wine Shows) – prämiert.

## Tourismus
Eine Führung mit Weinprobe bei Sandalford gehört zu den Hauptattraktionen des internationalen Wein-Tourismus in Westaustralien. Täglich buchbar von Perth ist die so genannte Wine Cruise, eine Ausflugs-Bootsfahrt auf dem Swan River ins Swan Valley mit Besuch der größten Weingüter der Region, in der Regel Houghton und Sandalford. Sandalford unterhält eine touristische Weinverkaufsstelle mit Überseeexport-Organisation.
Angebote zu Fahrten mit dem hauseigenen Ausflugsboot, der Organisation von Hochzeiten und Familienfeiern, Konzerten, Kunstausstellungen und anderen Events im Zusammenhang mit Weinseminaren werden in der Regel von einheimischen Interessenten wahrgenommen.